# Marsz-program
A szovjet Marsz-program keretében hét űrszondát indítottak sikeresen a Mars felé. Ezeknek csak kis része tudta véghez vinni a küldetését. Az egyik sikertelen küldetés volt a Marsz–3, amely azonban elsőnek szállt le simán a Mars felszínére.
A Szovjetunióból 1960. októberben két űrszondát (Marsz 1960A, Marsz 1960B) indítottak a Marsra, de egyiküknek sem sikerült a fellövése. 1962-ben három űrszonda következett, de ezek is sikertelenek voltak. Egyikkel, a Marsz–1-gyel repülés közben szakadt meg a kapcsolat több millió kilométerre. Tíz évvel a Marsz–1 után, 1971-ben indították a Marsz–2-t és a Marsz–3-at. Ezek leszállóegységet is vittek magukkal. Az elsőnek nem jött össze a leszállás, a második a felszínen romlott el. Az orbiterek sok adatot küldtek a Marsról. A Szovjetunió 1973-ban még négy űrszondát indított, két orbitert (Marsz–4, Marsz–5) valamint két elrepülő és leszálló szondát (Marsz–6, Marsz–7). Ezek közül csak a Marsz–5 küldött tudományos adatokat.

## A Marsz-program űrszondái
(zárójelben az indítás éve)
- Marsz–1 (1962);
- Marsz–2 (1971);
- Marsz–3 (1971);
- Marsz–4 (1973);
- Marsz–5 (1973);
- Marsz–6 (1973);
- Marsz–7 (1973);

Több űrszondát is indítottak sikertelenül a program keretében, de ezek nem kaptak Marsz jelzést. Oroszország 1996-ban indította az utolsó Marsz szondát, a Marsz–8-at.

## Külső hivatkozások

### Magyar oldalak
- Egy titkosított űrszonda történelmi története: Amikor Hruscsov elszólta magát